# Diáspora árabe
A diáspora árabe são os descendentes de emigrantes árabes que, voluntária ou forçosamente, migraram de suas terras natais para países não-árabes, principalmente na América, Europa, Sudeste Asiático e África Ocidental.
Imigrantes de países árabes, como Líbano, Síria e territórios palestinos, também formam diásporas significativas em outros Estados árabes.

## Visão geral

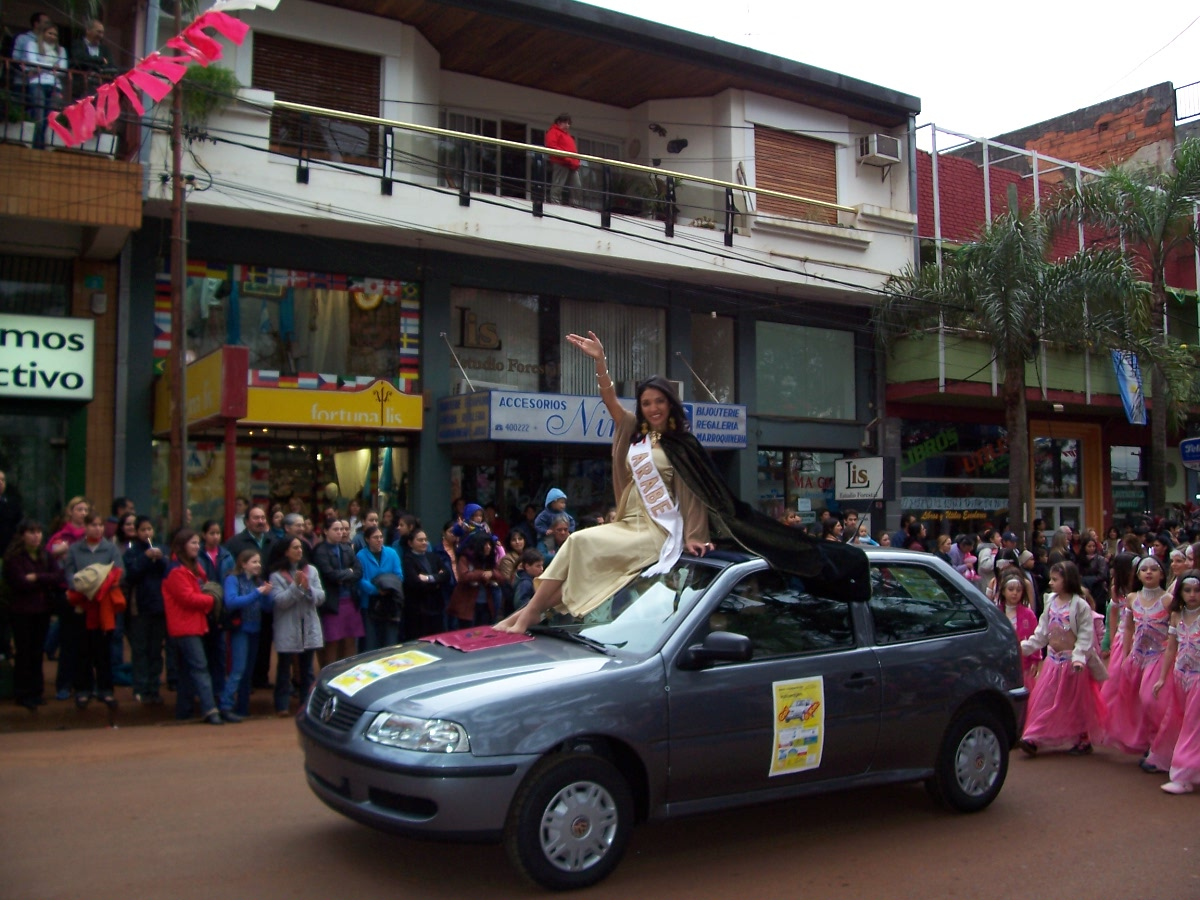
Rocío Chalup, rainha da coletividade árabe, durante o desfile inaugural da XXVI Festa Nacional do Imigrante, em Oberá, Misiones, na Argentina

Os expatriados árabes contribuem para a circulação de capital financeiro e humano na região e, assim, promovem significativamente o desenvolvimento regional. Em 2009, os países árabes receberam um total de 35,1 bilhões de dólares em fluxos de remessas e as remessas enviadas para a Jordânia, Egipto e Líbano a partir de outros países árabes são de 40 a 190% superiores às receitas comerciais entre estes e outros países árabes. Um grande número de árabes migrou para a África Ocidental, particularmente para a Costa do Marfim, Senegal, Serra Leoa, Libéria e Nigéria. Desde o fim da guerra civil em 2002, os comerciantes libaneses se restabeleceram em Serra Leoa.
Segundo a Saudi Aramco World, a maior concentração de árabes fora do Mundo Árabe está no Brasil, que conta com 9 milhões de brasileiros de ascendência árabe. Destes 9 milhões de árabes, 6 milhões são de ascendência libanesa,  tornando a população de libaneses do Brasil equivalente à do próprio Líbano.
Os árabes também se espalham pela Colômbia, Argentina, Venezuela, México e Chile. Os palestinos concentram-se no Chile e na América Central, particularmente em El Salvador e nas Honduras. A comunidade palestina no Chile é a quarta maior do mundo, depois das de Israel, Líbano e Jordânia. Os árabes haitianos (grande parte dos quais vive na capital) estão, na maioria das vezes, concentrados em áreas financeiras, onde a maioria deles estabelece negócios. Nos Estados Unidos, existem cerca de 3,5 milhões de pessoas de ascendência árabe.
No censo indonésio de 2010, 118.886 pessoas, o que representa 0,05% da população da Indonésia, identificaram-se como sendo de etnia árabe.
Há também uma pequena comunidade de árabes iemenitas na cidade de Hyderabad, no estado de Telangana, na Índia, que foram trazidos da região de Hadramaute, no Iêmen, para servir como militares durante o governo de Nizam. Eles são chamados de comunidade Chaush. Há também a presença de uma pequena comunidade de refugiados/imigrantes iraquianos na Índia.